# 金艳丽
金艳丽（1967年4月—），女，河北肃宁人，中国政治人物。现任国家信访局副局长。

## 生平
历任河北省信访局办公室副主任，综合处副处长、调研员，国家信访局办公室综合处调研员，处长，办信二司副司长、研究室副主任、综合指导司副司长、国家投诉受理办公室副主任。2021年11月，任国家信访局正局级信访督查专员、来访接待司司长。2023年2月，升任国家信访局副局长。